# 楊泉
杨泉（？—？），又名杨子，字德渊，西晋时期哲学家、玄学崇有派代表人物。他出生于西晋梁国睢阳（今河南商丘睢阳区），早年曾为吴国的一名处士。太康六年，随着西晋灭吴，杨泉被征入晋朝，但不久之后就隐居起来专心著述。
杨泉曾撰写过《太玄经》14卷，并仿照扬雄的风格著书立说。此外，他还著有《物理论》16卷和《杨子集》2卷，对当时的玄学哲学做出了重要贡献。
作为玄学崇有派的代表人物，杨泉在思想上主张“道法自然”，认为宇宙万物皆有本性，这种本性可以通过修炼达到超越物质世界的境界。他的思想对后世影响深远，成为了中国哲学发展的一部分。
虽然杨泉的生平不为人知，但是他对中国哲学和玄学的影响是无法忽视的。他的思想理论在后世得到了广泛传播和推崇。

## 人物生平
杨泉早年生活在战乱时期，自梁国迁居至吴国，因此他的活动地域主要位于吴越一带。太康元年（公元280年）之前，杨泉居住在会稽。在吴国时期，他并不愿意担任官职，没有出仕。随着西晋灭掉了吴国，会稽相朱则曾向晋武帝司马炎上书推荐杨泉，并称他“清操自然，征聘终不移心”，但是晋朝廷却没有接纳，只是拜他为郎中。因此，在《隋书·经籍志》中，杨泉被称为“晋征士”、“晋处士”。
杨泉一生都不愿意和门阀士族阶层合作，而是隐居山林，专注于著述和思考。由于他常年隐居不出，不争名利，因此历史上没有留下他的传记，关于他的生卒年代、家庭身世以及生平具体事迹等方面，现已无从查考。

## 主要思想

### 气一元论
气一元论思想早在西周已经产生，杨泉进一步坚持了和发展了气一元论，这是与当时玄学家们所宣扬的“天地万物皆以无为本”的“贵无论”根本对立的。他曾十分藐视地说：“夫虚无之谈，尚其华藻，无异春蛙秋蝉，聒耳而已。”杨泉坚持气一元论，推进了当时与魏晋玄学相对立的唯物主义思潮。 

### 声符认识
杨泉通过对形声字的分析，发现形声字的声符不但主声，也主义。他在《物理论》中说：“在金曰坚，在草曰紧，在人曰贤。”杨泉已经认识到从“臤”得声的“坚”、“紧”、“贤”在意义上的联系。杨泉对形声字声符作用的认识为后来科学系统地探讨同源词开拓了一条道路。

### 自然观
杨泉的以气为体的自然观，与王弼等以无为本的玄学与般若世界观相对立。杨泉肯定自然法则的客观性，又以其对农业、手工业等生产知识的广泛总结，丰富了朴素辩证法的天人关系学说。这比王充的自然命定论，在哲学思维上是个进步。他继桓谭、王充，坚持唯物主义的形神观，明确反对北方士族名士的清谈玄风，并贬斥整个玄学思潮。

### 宇宙观
关于宇宙天体结构的问题，从先秦到两汉时代形成了三种学说，即所谓“谈天三家”。一种是以《周髀算经》为代表的“盖天说”，认为“天圆如张盖，地方如棋局”。一种是以落下宏、张衡为代表的“浑天说”，认为“浑天如鸡子，天体圆如弹丸，地如鸡（子）中黄，孤居于内，天大而地小。天表里有水，天之包地，如壳之裹黄”。另一种是以郗萌为代表“宣夜说”，认为“天了无质，仰而瞻之，高远无极，眼瞀精绝，故苍苍然也。……日月众星自然浮生虚空之中，其行其止，皆需气焉。”杨泉对这三种学说经过比较研究，认为“盖天说”和“浑天说”都有不符合实际的地方，杨泉比较倾向于“宣夜说”。他曾说：“元气皓大，则称皓天。皓天，元气也，皓然而已，无他物也。”又说：“夫地有形而天无体，譬如灰焉，烟在上，灰在下也。”杨泉认为，宇宙空间充满了“元气”，除了皓大的“元气”以外,就别无他物了。他用灰和烟作比喻，形象地说明了固体和气体即地和天两种物质形态的区别。这正是对“宣夜说”的哲学概括。

## 代表作品
杨泉是一位著述颇丰的学者，他的作品主要反映了当时江南地区的新学风，并推进了以自然科学为凭依的唯物主义气一元论。在《隋书·经籍三》中，记载了杨泉的两部著作，分别是《物理论》十六卷和《太玄经》十四卷，其中，《太玄经》是杨泉的代表作之一。此外，在《隋书·经籍四》中，还记载了晋处士杨泉的文集《杨泉集》和《录》。
在南北朝、隋唐、北宋时期，杨泉的著作曾经广泛传播，在国内产生了重要的影响。但遗憾的是，到了南宋时期，大部分杨泉的著作都已散佚。但是由于这些著作曾被各类书广泛引用，因此一些文献得以保存下来，留给后人了解杨泉思想的大要。
直到清代乾隆嘉庆时期，章逢之曾经有过杨泉《物理论》辑本，后来孙星衍进行“重加校正，补所未备”，辑成一卷，并被刻入《平津馆丛书》中。此外，马国翰辑有杨泉的十余条《太玄经》，收录在《玉函山房辑佚》之中。严可均也辑得杨泉的赋六篇和文一篇，并收录在《全三国文》中。这些珍贵的文献，为我们了解杨泉的思想和著作提供了重要的资料。